# Велаглюцераза альфа
Велаглюцераза альфа  (INN: Velaglucerase alfa) — це гідролітичний лізосомальний глюкоцереброзид-специфічний фермент, який є рекомбінантною формою глюкоцереброзидази (GBA). Рекомендується для довгострокової ферментної замісної терапії тим, хто хворіє на хворобу Гоше 1 типу. Послідовність амінокислот велаглюцерази альфа ідентична природному ферменту. Препарат на основі цієї речовини був схвалений Управлінням з продовольства і медикаментів США 26 лютого 2010 року і Європейським агентством з лікарських засобів у серпні 2010 року.

## Розробка
У 1996 році компанія "Шайєр Фарма" почала розробляти нові ліки для замісної ферментної терапії при лікуванні хвороби Гоше. у 2010 році компанія отримала дозвіл на використання діючої речовини велаглюцераза альфа в якості препарату "Впрів".

## Протипоказання та побічні ефекти
Підвищена чутливість до компонентів препарату.
Найбільш поширені побічні ефекти включають біль у животі, головний біль, запаморочення, біль у кістках, артралгію (біль у суглобах), біль у спині, реакції гіперчутливості, слабкість (астенію) або втомлюваність, і гарячку або підвищену температуру тіла.

## Зовнішні посилання
- Velaglucerase alfa. Drug Information Portal. U.S. National Library of Medicine. Архів оригіналу за 27 серпня 2021. Процитовано 9 січня 2021.